# برج کبوتر پیمان
برج کبوتر پیمان مربوط به دوره قاجار است و در شهرستان اصفهان، بخش مرکزی، دهستان برآن جنوبی، روستای رحیم آباد واقع شده و این اثر در تاریخ ۶ اسفند ۱۳۸۵ با شمارهٔ ثبت ۱۷۴۶۶ به‌عنوان یکی از آثار ملی ایران به ثبت رسیده است.